# Pusha T
Terrence LeVarr Thornton (New York, 13 mei 1977), bekend als Pusha T, is een Amerikaans rapper.

## Carrière
Pusha T groeide op in Virginia Beach. In 1992 vormde hij samen met zijn broer No Malice het hiphopduo Clipse. Het duo werd met de hulp van Pharrell Williams getekend bij Elektra Records en bracht in 1997 het album Exclusive Audio Footage uit. Pusha T werkte in 1999 samen met Kelis ("Good Stuff"). In 2004 richtte hij met zijn broer het muzieklabel Re-Up Records op en vormden zij de hiphopgroep Re-Up Gang.
In 2010 werd Pusha T getekend bij het muzieklabel GOOD Music van Kanye West. In november 2011 bracht hij zijn eerste solo-EP uit, Fear of God II: Let Us Pray. In 2012 nam hij deel aan het collectief GOOD Music, dat met onder anderen Big Sean en 2 Chainz het album Cruel Summer uitbracht.
In oktober 2013 bracht hij zijn eerste solo-studioalbum uit, My Name Is My Name, dat de vierde positie bereikte op de Billboard 200-hitlijst.

## Discografie
Studioalbums
- My Name Is My Name (2013)
- King Push – Darkest Before Dawn: The Prelude (2015)
- Daytona (2018)
- It's almost dry (2022)

- Bibliothèque nationale de France: cb14622415s (data)
- Gemeinsame Normdatei: 1084231506
- International Standard Name Identifier: 0000 0000 5490 6693
- Library of Congress Control Number: no2003046956
- MusicBrainz: 14ecd19f-7121-4192-8549-e5056241a42f
- Système universitaire de documentation: 086951025
- Virtual International Authority File: 305129357
- WorldCat: E39PBJthbCDxQ7D4MWjqxKgBT3